# سفارة إسرائيل في أذربيجان
سفارة إسرائيل في أذربيجان هي أرفع تمثيل دبلوماسي لدولة إسرائيل لدى أذربيجان. تقع السفارة في باكو وهي تهدف لتعزيز المصالح الإسرائيلية في أذربيجان.

## وصلات خارجية
- الموقع الرسمي
- قائمة سفارات إسرائيل
- قائمة السفارات في أذربيجان